# Nikita Koloff
Pour les articles homonymes, voir Koloff et Simpson.
Nikita Koloff (né Nelson Scott Simpson le 9 mars 1959 à Minneapolis) est un catcheur américain. Il est principalement connu pour son travail à la Mid-Atlantic Championship Wrestling (en) de 1984 à 1988 puis à la World Championship Wrestling (WCW) de 1991 à 1992. Il devient catcheur en 1984 et incarne le neveu d'Ivan Koloff. Avec lui et Krusher Kruschev ils forment l'équipe The Russians et remportent à deux reprises le championnat du monde par équipes de la National Wrestling Alliance (NWA) (version Mid-Atlantic) et une fois champion du monde des trios de la NWA. Au cours de cette période, il est aussi une fois champion National poids lourd de la NWA et une fois champion des États-Unis poids lourd de la NWA et une fois champion du monde Télévision de la NWA. En 1987, il remporte la Crockett Cup avec Dusty Rhodes. Un an plus tard, il interrompt sa carrière car sa femme est atteint d'un lymphome de Hodgkin et meurt en 1989. Il retourne sur le ring à la WCW en 1991 et met un terme à sa carrière un an plus tard après une grave blessure après un combat face à Vader.
Une fois sa carrière terminé, il devient catholique born-again et officie comme pasteur. Dans les années 2000, le monde du catch américain décide de le récompenser pour l'ensemble de sa carrière. Il reçoit le prix Frank Gotch du George Tragos / Lou Thesz Professional Wrestling Hall Of Fame en 2006 et est membre du Hall of Fame (en) de la NWA depuis 2008.

## Jeunesse
Nelson Scott Simpson grandit à Robbinsdale et fait partie de l'équipe de football américain du lycée au poste de wide receiver. Il continue à jouer au football au Golden Valley Lutheran College (en) puis à l'université d'État du Minnesota à Moorhead. Il se casse à deux reprises les jambes et les recruteurs de la National Football League (NFL) se désintéressent de lui car ils le trouve trop fragile. Après son diplôme en 1982, il vit à Minneapolis et travaille comme videur tout en continuant à s'entraîner dans l'espoir de participer à un camp d'entraînement d'une équipe de NFL. Un an plus tard, il part vivre en Géorgie chez Joe Laurinaitis en attendant d'être contacté par des équipes de NFL,. En avril 1984, il refuse de participer à un camp d'entraînement des Bandits de Tampa Bay pour devenir catcheur.

## Carrière de catcheur

### Mid-Atlantic Championship Wrestling(1984-1988)
Au cours de son séjour en Géorgie, Joe Laurinaitis qui travaille ponctuellement à la Mid-Atlantic Championship Wrestling (en) sous le nom de Road Warrior Animal l'informe que Jim Crockett, Jr. recherche de nouveaux catcheurs. Laurinaitis ainsi que Sgt. Slaughter et Don Kernodle lui recommande de se raser le crâne pour incarner un soviétique pour faire équipe avec Ivan Koloff. Nelson Simpson se rase alors le crâne et après une conversation téléphonique avec Crockett le 4 juin ce dernier l'engage,,.
Il prend alors le nom de Nikita Koloff et incarne le neveu d'Ivan Koloff qui est alors champion du monde par équipes de la National Wrestling Alliance (NWA) (version Mid-Atlantic) avec Don Kernodle. Koloff et Kernodle deviennent les entraîneurs du nouveau venu et lui donne les bases du catch. Il remporte son premier combat le 24 juin face à Barry Hart (en). En août, la Mid-Atlantic Championship Wrestling présente le trio comme vainqueur d'un tournoi pour désigner les premier champion du monde par équipes de trois de la NWA après leur victoire face à The Fabulous Freebirds en finale,. Le règne de champion du monde par équipes de Koloff et Kernodle prend fin le 20 octobre après leur défaite face à Dusty Rhodes et Manny Fernandez. Les Koloff s'en prennent à Kernodle, à la suite de cela Ole et Keith Anderson s'allient à Kernodle. Cela donne lieu à un match le 22 novembre à Starrcade remporté par Ivan et Nikita Koloff. En fin d'année, le magazine Pro Wrestling Illustrated le désigne comme le 2e Rookie de l'année derrière Mike Von Erich (en).
Le 18 mars 1985, Nikita et Ivan Koloff battent Dusty Rhodes et Manny Fernandez et deviennent champions du monde par équipes de la NWA (version Mid-Atlantic). Le 6 juillet durant The Great American Bash, il perd par disqualification un match pour le championnat du monde poids lourd de la NWA face à Ric Flair après qu'Ivan Koloff frappe accidentellement David Crockett (en) qui arbitre ce combat. Trois jours plus tard, Ivan Koloff et Krusher Kruschev perdent le championnat du monde par équipes de la NWA face à The Rock 'n' Roll Express (Ricky Morton et Robert Gibson). The Russians récupèrent ce titre le 13 octobre avec la victoire d'Ivan et Nikita Koloff.

## Style de catch
Le style de catch de Nikita Koloff a un style basique pour un powerhouse, mais son personnage fait de lui un solide upper mid-carder dans la deuxième moitié des années 1980. Son booking est similaire à celui de Bill Goldberg a ses débuts. Il a un profond respect de la kayfabe en apprenant le russe que ce soit pour s'adresser aux public ou aux gens en dehors du ring ainsi que pour signer ses autographes. En 1988, il fait changer son nom pour celui de Nikita Koloff.

## Vie privée
Nikita Koloff épouse Mandy Smithson qui a un  lymphome de Hodgkin et meurt le 14 juin 1989. Il se marie une seconde fois en août 1991 à Victoria. Ils ont deux filles : Kolby (en) et Kendra,. Il a aussi deux belles filles issue du précédent mariage de Victoria, Teryn et Tawni,.

## Palmarès
- Mid-Atlantic Championship Wrestling (en)
  - 2 fois champion du monde par équipes de la National Wrestling Alliance (NWA) (version Mid-Atlantic) avec Ivan Koloff et Krusher Kruschev[25]
  - 1 fois champion du monde des trios de la National Wrestling Alliance (NWA) avec Ivan Koloff, Don Kernodle puis Krusher Kruschev[c],[11]
  - 1 fois champion National poids lourd de la NWA[26]
  - 1 fois champion des États-Unis poids lourd de la NWA[27]
  - 1 fois  champion du monde Télévision de la NWA[28]
  - Crockett Cup 1987 avec Dusty Rhodes[29]
- National Wrestling Alliance Charlotte
  - 1 fois champion Héritage de la NWA Mid-Atlantic[30]
- Universal Wrestling Federation (en) (UWF)
  - 1 fois champion du monde Télévision de l'UWF[31]

## Récompenses des magazines et autres distinctions
- George Tragos / Lou Thesz Professional Wrestling Hall Of Fame
  - Prix Frank Gotch en 2006 pour l'ensemble de sa carrière[32]
- National Wrestling Alliance (NWA)
  - Membre du NWA Hall of Fame (en) (promotion 2008)[33]
- Pro Wrestling Illustrated
  - 2e Rookie de l'année 1984[14]
  - 3e équipe de l'année 1985 avec Ivan Koloff[34]
  - 3e catcheur ayant le plus progressé de l'année 1985[35]
  - 4e catcheur de l'année 1986[36]
  - 4e catcheur le plus populaire de l'année 1986[37]
  - 4e catcheur le plus populaire de l'année 1987[37]
  - Catcheur le plus inspiré de l'année 1987[38]
  - Rivalité de l'année 1987 les (Four Horsemen contre Nikita Koloff, Dusty Rhodes et les Road Warriors)[39]
  - 2e catcheur le plus inspiré de l'année 1989[38]

| Année | 1991 | 1992 |
| ----- | ---- | ---- |
| Rang  | 19   | 17   |

- Wrestling Observer Newsletter

| # | Résultat | Adversaire                                                            | Évènement               | Date            | Durée | Lieu                                                        | Notes                                                                                               |
| - | -------- | --------------------------------------------------------------------- | ----------------------- | --------------- | ----- | ----------------------------------------------------------- | --------------------------------------------------------------------------------------------------- |
| 1 | Victoire | Four Horsemen (Arn Anderson, Lex Luger, Ric Flair et Tully Blanchard) | The Great American Bash | 31 juillet 1987 | 22:00 | Miami Orange Bowl, Miami (Floride)                          | Il fait équipe avec les Road Warriors et Dusty Rhodes dans un War Games match.                      |
| 2 | Victoire | Arn Anderson, Bobby Eaton, Larry Zbyszko, Rick Rude et Steve Austin   | WrestleWar              | 17 mai 1992     | 23:27 | Jacksonville Memorial Coliseum (en), Jacksonville (Floride) | Il fait équipe avec Barry Windham, Dustin Rhodes, Ricky Steamboat et Sting dans un War Games match. |